# Parcul Național Our

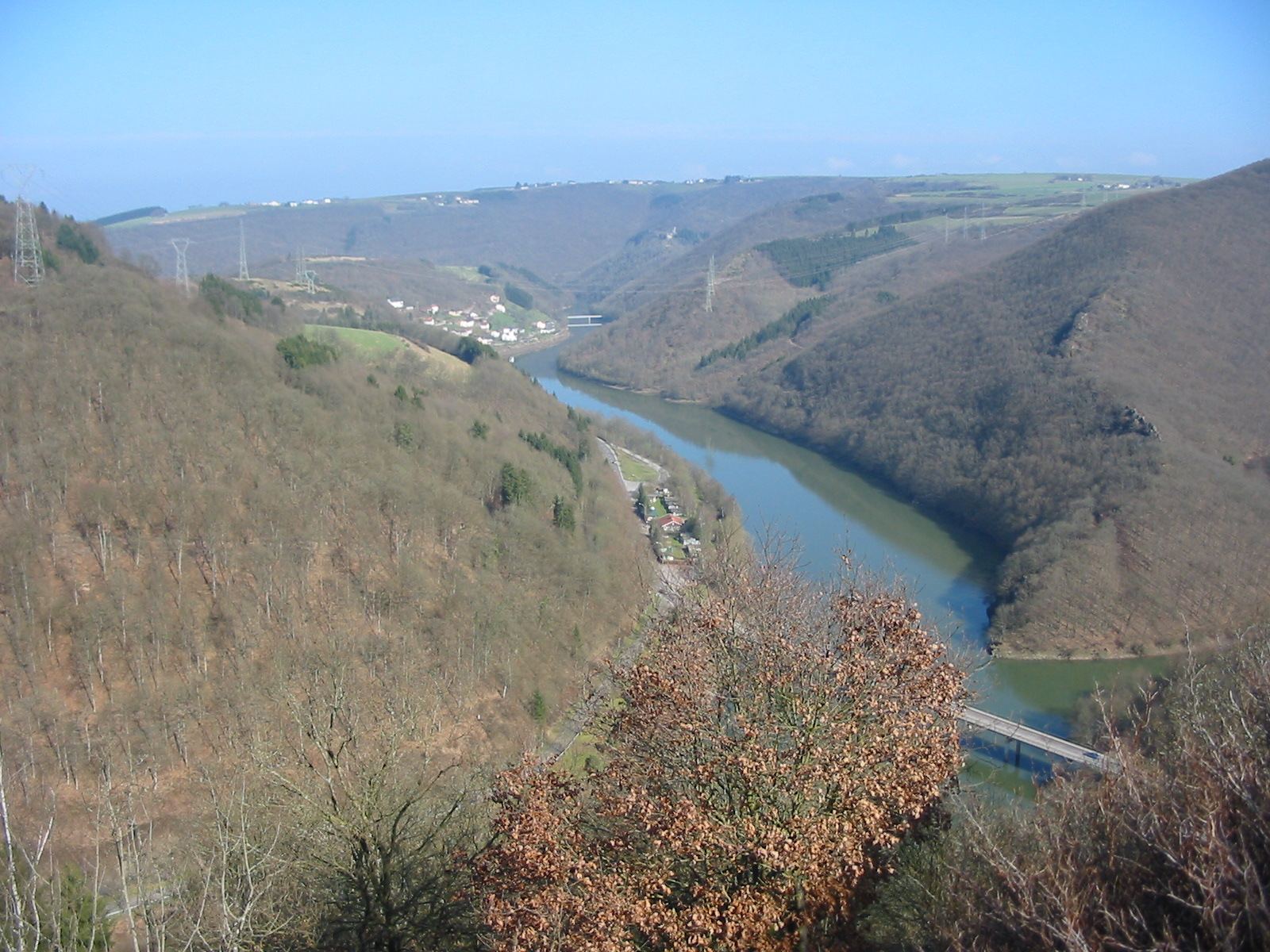
Parcul Național Our

Parcul Național Our este amplasat pe cursul râului Our, în regiunea Ardeni în partea de nord-est a statului Luxemburg în Colțul celor trei frontiere dintre  Belgia, Germania și Luxemburg. Parcul se întinde pe suprafața de  306 km² și are pe teritoriul ei 11 comune cu o populație totală de 14.000 locuitori. Pe viitor este planificat ca să se realizeze un echilibru ecologic între dezvoltarea economică din regiune și natură.